# Bodie Hume
Bodie Hume (Sterling, 21 settembre 1999) è un cestista statunitense.

## Carriera
Dopo aver trascorso la carriera universitaria con i Northern Colorado Bears, il 9 luglio 2022 firma il primo contratto professionistico con il Borås Basket. Il 30 giugno 2023 passa al BG 74 Gottinga, trasferendosi così nel campionato tedesco.